# Bieuxy
Bieuxy és un municipi francès situat al departament de l'Aisne i a la regió dels Alts de França. L'any 2007 tenia 26 habitants. Fa part de la mancomunitat de municipis «Retz-en-Valois».

## Demografia
El 2007 la població de fet de Bieuxy era de 26 persones. Hi havia 12 famílies de les quals 4 eren unipersonals (4 homes vivint sols), 4 parelles sense fills i 4 parelles amb fills i 14 habitatges: 10 habitatges principals, una segona residència i tres desocupats. La població en edat de treballar era de 18 persones, 12 eren actives i 6 eren inactives.